# Noord Nederland Tour 2006
Il Noord Nederland Tour 2006, terza edizione della corsa, valida come evento dell'UCI Europe Tour 2006 categoria 1.1, si svolse il 21 giugno 2006 su un percorso di circa 217,8 km. Fu vinto dall'olandese Aart Vierhouten, che terminò la gara in 5h 04' 10" alla media di 42,96 km/h.
Furono 22 in totale i ciclisti che tagliarono il traguardo.

## Ordine d'arrivo (Top 10)
| Pos. | Corridore        | Squadra      | Tempo    |
| ---- | ---------------- | ------------ | -------- |
| 1    | Aart Vierhouten  | Skil-Shimano | 5h04'10" |
| 2    | Mathew Hayman    | Rabobank     | s.t.     |
| 3    | Roy Curvers      | Procomm      | a 4"     |
| 4    | Roy Sentjens     | Rabobank     | a 1'13"  |
| 5    | Graeme Brown     | Rabobank     | s.t.     |
| 6    | André Schulze    | Team Lamonta | s.t.     |
| 7    | Stefan Heiny     | Team Lamonta | s.t.     |
| 8    | Kenny van Hummel | Skil-Shimano | s.t.     |
| 9    | Tom De Meyer     | Fondas       | s.t.     |
| 10   | Bram de Groot    | Rabobank     | s.t.     |